# Comme le vent

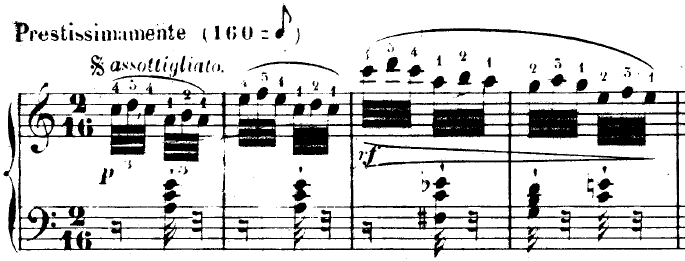
El principio de la partitura, con su tempo y ritmo inusual como firma.

Comme le vent (Como el viento) es el primero de los Études en tonos menores, Op. 39 para piano solo del compositor francés Charles-Valentin Alkan. Está compuesto en la tonalidad de La menor. El tempo está marcado como prestissimamente ( = 160), y con el inusual 2/16 en el compás que alienta a una interpretación aún más veloz. La pieza es en su mayoría tranquila, pero es interrumpida por breves arranques estrepitosos.
La pieza es técnicamente exigente, requiriendo velocidad en la digitación y destreza, así como resistencia: con una duración promedio de cuatro minutos y medio, sus 23 páginas contienen pasajes largos de tresillos de treintaidosavos (tresillos de fusa) para la mano derecha.
La pieza no debe confundirse con el anterior Le vent de Alkan, uno de los Trois morceaux op. 15. Kaikhosru Shapurji Sorabji consideró que la pieza anterior era mejor, haciendo que esta última fuera "anticlimática y redundante".

La pieza estaba en el repertorio de Serguéi Rajmáninov en su temporada de conciertos de 1919 y 1920.